# آن بيلي (لاعبة البولنغ)
آن بيلي هي لاعبة البولنغ ‏ صينية، ولدت في 1 يونيو 1951.